# 產靈火山

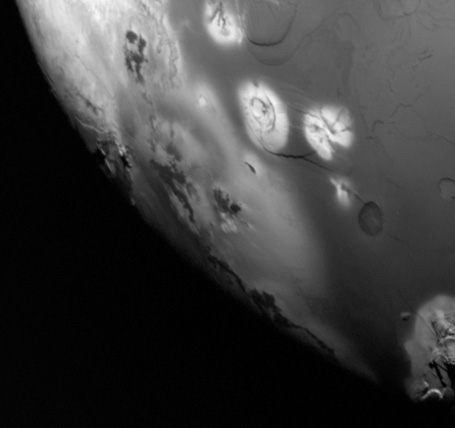
旅行者1号于1979年3月拍摄的产灵火山熔岩流高分辨率图。

产灵火山（Masubi）是木星的卫星木卫一表面一座活火山，它位于木卫一前半球塔尔苏斯区南纬49.6度、西经56.18度处。从1979年的旅行者1号起，多艘探测器都在产灵火山观测到了火山喷发柱，尽管它不像木卫一上其它如阿米拉尼火山和普罗米修斯火山等那样持久。产灵火山还以拥有木卫一上最大的活动熔岩流之一而著名，并在1999年到2007年间又形成了另一道240公里（150英里）长的熔岩流。

## 旅行者1号的观测
1979年3月5日，在“旅行者1号”与木星系统交会时，首度观测到了火山活动。 “旅行者号”在501公里（311英里）长的黑色熔岩流北端发现了一束64公里（40英里）高、177公里（110英里）宽，主要由二氧化硫构成的火山尘柱。
迄今为止，“旅行者1号”所携带的广角相机在探测器最接近木卫一之前，获得了最高空间分辨率为每像素2公里的该火山区图像。这些图像显示了一道北端呈倒V形的熔岩流，从它周边黑色的喷流沉积环以及向南的分叉揭示，该熔岩流可能与喷流(流束)源有关。双瓣状的喷流沉积分布可能是产灵火山喷发的结果，在“旅行者1号”交会期间，该熔岩流场存在有二处岩浆源和两束喷流。这是两艘“旅行者号”探测器在木卫一上观测到的最微弱的喷流，最初被命名为“喷流 8”，但在1979年，国际天文学联合会以日本火神火产灵神之名正式命名了它，伽利略任务开始后不久，那条与喷发柱（喷流）有关联的熔岩流被命名为“产灵熔岩流”。

## 伽利略号探测器的观测
上世纪90年代末，伽利略号探测器和地面天文学家在产灵火山观测到多次火山活动，但它并非是一个持续的热点。“伽利略号”上的相机在1999年7/8月和2001年8月的“伽利略”扩展任务期间，观察到一束源自产灵熔岩流的火山喷流。1997年9月“伽利略号”相机也观察到了一种喷流沉积形式，每一种的火山喷流都形成于产灵熔岩流的不同部分，进一步的证据表明，像产灵火山所喷发的尘埃喷流，是由向前推移的熔岩流锋气化了地表二氧化硫霜所致，而非从主要的火山口所喷发。1998年8月，地面天文学家在产灵火山短暂观测到了一次高温喷发，证实了产灵熔岩流铁镁质硅酸盐到超基性岩的成分。

## 新视野号探测器的观测
太空探测器最后一次对产灵火山的观测是在2007年2月28日的新视野号与木星系统交会时。在这次交会中，沿产灵熔岩流观察到两股喷流，其中一股出现在熔岩流的北端，这里被认为是该熔岩流的主源口；第二股是在细长的熔岩流场中部附近观察到。这两股喷流分别高70公里和80公里，“新视野号”在产灵火山也观测到了一条长240公里的新熔岩流，形成于1999年“伽利略号探测器”对产灵熔岩流最后一次观测和2007年“新地平线号”飞越之间。这是自1979年在木卫一上发现地外火山活动来，在太阳系中观测到的最大新熔岩流。所观测到的这两股喷流分别来自该条新熔岩流的南北两端，两股火山喷流产生的沉降物在新熔岩流周围形成了一层双瓣状的黑色沉积物层，类似于“旅行者号”交会时所看到的沉积物。
“新视野号”的图像也突出了这样一个事实，即早先500公里长的熔岩流的能见度随观测相位角的变化而变化。相位角是观察者、木卫一和太阳之间的角度。木卫一在接近0°的低相位角时呈“满月”状；在接近90°的中等相位角时呈“半满”状，在接近180°的高相位角时则为“新月”状。这可能是由于覆盖在现已冷却的熔岩流上方的二氧化硫霜使其变得模糊，但该沉积物的厚度尚不足完全掩盖熔岩流本身。“旅行者号”和“伽利略号”探测器也都观察到了类似的相位角效应，尽管这仅限于较长的可见光波段。

## 图集

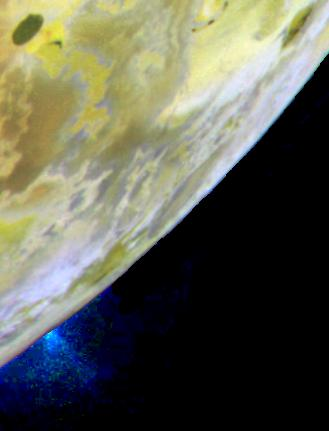
1999年7月2日“伽利略号探测器”拍摄的产灵喷流伪色图。
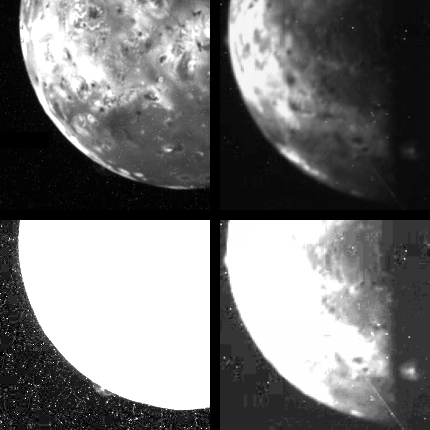
1999年8月14日，“伽利略号探测器”拍摄的产灵火山喷流低分辨率图像。
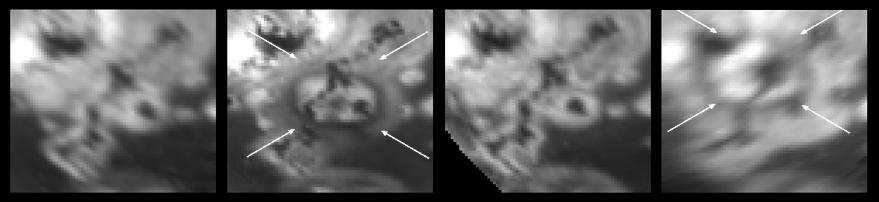
1990年代末“伽利略”任务期间在产灵火山观测到的地表变化。1997年9月（图2）和1999年8月看到的喷流沉积物 (图 4)。1997年6月（图1）和1998年5月（图3）没有喷流沉降物。
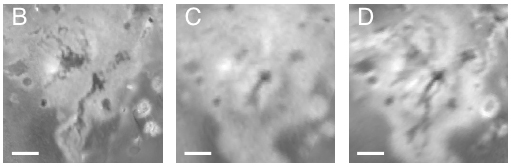
1997年“伽利略号”（B）和2007年“新视野号”（C和D）之间，顯示了产灵火山的表面变化，其中“新视野号”的照片更可以看出一处围绕240公里长的新熔岩流呈双瓣状分布的喷流沉积层。